# Ramón Gómez de la Serna
Ramón Gómez de la Serna Puig (Madrid, 3 luglio 1888 – Buenos Aires, 13 gennaio 1963) è stato uno scrittore, giornalista, aforista, saggista, drammaturgo e biografo spagnolo, generalmente ascritto alla generazione del '14, altresí nota come Novecentismo, e considerato l'inventore del genere letterario conosciuto come greguería.
All'età di trentasei anni Ramón aveva pubblicato circa un'ottantina di volumi. La sua produzione letteraria fu particolarmente ricca nel complesso fino a contare una novantina di titoli a partire con Entrando en fuego del 1904 e finendo con Automoribundia e Nuevas páginas de mi vida: Lo que no dije en mi “Automoribundia”.

## Biografia

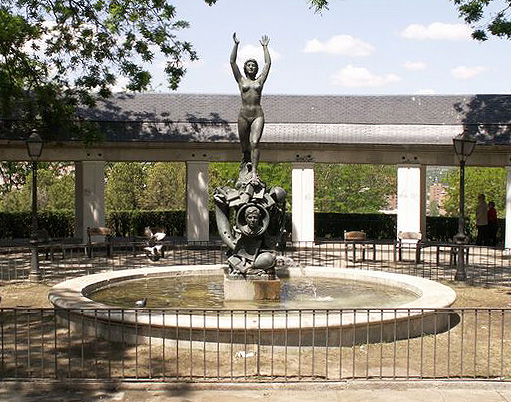
Monumento a Gómez de la Serna nei Jardines de Las Vistillas a Madrid (E. Pérez, 1972)

Gómez de la Serna nacque a Madrid da una famiglia abbiente, tre anni prima della data usuale indicata in quasi tutte le biografie – 1891 - e cioè nel 1888 come viene precisato da Bleiberg nel Diccionario de literatura española. Suo padre, Javier Gómez de la Serna y Laguna, era magistrato, lui venne avviato a studi giuridici e anche se non erano certamente il suo maggiore interesse, si laureò nel 1908 a Oviedo.
Fin da bambino aveva avuto una forte vocazione letteraria: scrisse il suo primo libro all'età di dieci anni e pubblicò per la prima volta all'età di sedici anni, ma in età matura fu molto importante la relazione con la scrittrice Carmen de Burgos y Seguí, nota soprattutto come Colombine.
Prima dei vent'anni era il capo dei futuristi spagnoli e pubblicava manifesti contro il chiaro di luna giudicati anarchici a tal punto che costarono al gerente della sua rivista una minaccia di condanna a otto anni di prigione. 
Tra il 1909 e il 1911 fu a Parigi. Nel 1909 iniziò a dirigere Prometeo, rivista fondata l'anno precedente dal padre Javier e nella quale pubblicò le sue prime greguerías, metafore speciali ricche di umorismo. Fin dal periodo di Prometeo si impegnò con esperimenti innovativi, tra i quali i testi dialogati incentrati sul tema della sessualità - scritti e proposti in teatro tra il 1909 e il 1912 - e le riunioni che dal 1914 furono tenute nel caffè Pombo.
Visse quasi sempre a Madrid - spostandosi frequentemente con soggiorni in Svizzera, Napoli, Firenze, Londra, Lisbona, Parigi. Dopo il primo viaggio a Parigi (1909-1911) con 150 pesetas in tutto fece il primo viaggio in Italia, fino a Napoli. Si trasferì a Buenos Aires nel 1931 dove conobbe e sposò la scrittrice Luisa Sofovich. Dal 1936, all'inizio della guerra civile spagnola, si trasferì in Argentina. Tornò a Madrid per un breve periodo nel 1949 e alla sua morte, avvenuta nel 1963 a Buenos Aires, i suoi resti furono rimpatriati nella città natia, Madrid.

## Produzione letteraria
«Ramón», come amava farsi chiamare, scrisse un centinaio di libri, in gran parte tradotti in tutte le maggiori lingue. Diffuse le avanguardie europee dalla sua frequentata tertulia, nel café de Pombo, immortalata dal suo amico pittore e scrittore espressionista José Gutiérrez Solana. Scrisse specialmente biografie dove il personaggio recensito in realtà era un mero pretesto per divagare e accumulare aneddoti veritieri o inventati.
Coltivò un teatro innovatore, vicino all'estetica surrealista, il cui esponente migliore è Los medios seres (i mezzi uomini). Mostrò inoltre interesse per il puro madrilenismo e trovò modo di rinnovare il costumbrismo che aveva utilizzato nella sua descrizione della metafora del mercatino di Madrid, al quale dedicò il suo libro El Rastro, dove gli oggetti sfortunati e abbandonati sono salvati tramite la sua evocazione lirica.
Il suo carattere critico e sarcastico si riflette nei romanzi e racconti brevi, in special modo nelle opere come 
El Chalet de las rosas (1923), analisi della psicologia criminale; 
El torero Caracho (1926), visione grottesca dell'ambiente taurino, e
El caballero del hongo gris (1928), descrizione del mondo della vana apparenza e della superficialità.
Notevoli sono anche le novelle erotiche come
Senos (1918), 
La viuda blanca y negra (1918), 
La mujer de ámbar (1927) e 
La Nardo (1930).
In La quinta de Palmira, inoltre, tratta il tema della omosessualità femminile.
Scrisse inoltre un libro di memorie in due volumi, intitolato Automoribundia e Nostalgias de Madrid (1955).

### Legreguerías
Della sua estesa produzione letteraria (più di cento titoli, tra romanzi, saggi, biografie e teatro), ciò che più risalta è l'introduzione delle avanguardie europee in Spagna (il suo libro Ismos (Ismi), per esempio, che introdusse un nuovo vocabolo nel dizionario castigliano) e l'invenzione di un genere letterario nuovo: la greguería, ovvero una frase ingegnosa e generalmente breve che sorge da uno scontro casuale tra il pensiero e la realtà. Il proprio inventore la definisce schematicamente nel seguente modo: «humorismo + metáfora = greguería».
L'immagine su cui si basa la greguería può sorgere in modo spontaneo, ma la sua formulazione linguistica è molto elaborata, dato che deve raccogliere in modo sintetico, ingegnoso e umoristico l'idea che si desidera trasmettere.
L'effetto a sorpresa viene ottenuto attraverso:
1. L'associazione visiva di due immagini: «La luna è l'occhio di bue della barca della notte».
2. L'inversione di una relazione logica: «La polvere è piena di vecchi e dimenticati starnuti».
3. L'associazione libera di concetti legati: «Le due uova che prendiamo sembra siano gemelli, e invece non sono nemmeno cugini di terzo grado».
4. L'associazione libera di concetti contrapposti: «Ciò che più importa nella vita è non essere morti».

Gómez de la Serna dedicò, durante l'arco della sua vita, numerosi libri a questo nuovo genere, che coltivava assiduamente in sezioni fisse di periodici, e che lo consacrò come uno degli scrittori più conosciuti della letteratura spagnola: Greguerías (1917), Flor de greguerías (1933), Total de greguerías (1955), ecc. Questo genere, infatti, servì per rinnovare l'idea anchilosata della metafora e dell'immagine poetica che possedeva l'estetica letteraria spagnola, anticipando il surrealismo.

## Opere
Le opere della vasta produzione letteraria di Ramón Gómez de la Serna sono riportate in lingua spagnola e ordinate per data, senza prendere in considerazione le varie edizioni e varianti, comprese quelle opere tradotte in italiano.
- Entrando en fuego (1905)
- Prometeo (1908-1912)
- Morbideces (1908)
- Il concepto de la nueva literatura (1909)
- Desolación (1909)
- La utopia. Drama en dos actos (1909)
- Beatriz (1909)
- Cuento de calleja (1909)
- El drama del palacio deshabitado (1909)
- Mis siete palabras (pastoral) (1910)
- El laberinto (1910)
- Las muertas (1910)
- Sur del renacimiento escultórico español (1910)
- El libro mudo (secretos) (1911)
- La utopía (1911)
- Propaganda al libro tapices (1912)
- El lunático (1912)
- Tapices (1912)
- Ruskin el apasionado (1912)
- El ruso (1913)
- El doctor inverosímil (1914)
- El rastro (1914)
- Greguerías (1917)
- El circo (1917)
- Senos (1917)
- Muestrario (1918)
- Pombo (1918)
- La sagrada cripta de Pombo (1924)
- Toda la historia de la Puerta del Sol (1920)
- El paseo del Prado (1920)
- Libro nuevo (1920)
- Disparates (1921)
- El miedo al mar (1921)
- La tormenta (1921)
- Leopoldo y Teresa (1921)
- La viuda blanca y negra (1921)
- El gran hotel (1922)
- El incongruente (1922)
- La gangosa (1922)
- El olor de las mimosas (1922)
- La hija del verano (1922)
- El chalet de las rosas (1922)
- Variaciones (1922)
- Ramonismo (1923)
- El secreto del acueducto (1923)
- El joven de las sobremesas (1923)
- La saturada (1923)
- María Yarsilovna (1923)
- El mestizo (1923)
- La malicia de las acacias (1923) - La malicia de las acacias (racconti, 1924)
- El alba y otras cosas (1923)
- La sagrada cripta de Pombo (1924)
- La amazona airada (1924)
- Colette (1924)
- La capa de Don Dámaso (1924)
- En el bazar más suntuoso del mundo (1924) - El marquesito en el circo (1924) - Por los tejados (1924)
- Aquella novela (1924)
- El vegetariano (1924)
- [La] de otra raza (1924)
- La malicia de las acacias (racconti) (1924)
- Los dos marineros (1924)
- La fúnebre (1925)
- La casa triangular (1925)
- ¡Hay que matar el morse! (1925)
- Cinelandia (1925)
- El novelista (1925)
- La quinta de Palmyra (1925)
- El inencontrable (1925)
- La virgen pintada de rojo (1925)
- Caprichos (1925)
- Gollerías (1926) - Gollerías (1946)
- El torero caracho (1926)
- El dueño del átomo (1926)
- La mujer vestida de hombre (1926)
- El hombre de la galería (1926)
- La mujer de ámbar (1927)
- El hijo del millonario (1927)
- El gran griposo (1927)
- El defensor del cementerio (1927)
- Requiem por Güiraldes (1927)
- Seis falsas novelas (1927)
- Goya (1928)
- El caballero del hongo gris (1928)
- El dueño del átomo (1928)
- La roja (1928)
- La hiperestésica (1928)
- Suspensión del destino (1928)
- El regalo al doctor (1928)
- Azorín (1928)
- Efigies (1929)
- Los medios seres (1929)
- La abandonada en el Rastro (1929)
- Completa y verídica historia de Picasso y el cubismo (1929) - Picassismo (1931, in Ismos)
- La Nardo (1930)
- Gravedad e importancia del humorismo (1930)
- El hijo surrealista (1930)
- Botellismo (1930)
- Tugurio de imparidades (1930 e 1932)
- La hiperestésica (1931)
- Ismos (1931)
- Elucidario de Madrid (1931)
- Retrato de Jean Cocteau (1931)
- Corrida de gala (1931)
- La caridad (1931)
- Policéfalo y señora (1933)
- Las consignatarias (1932)
- Aventuras de un sinsombrerista (1932)
- Ensayo sobre las mariposas (1932)
- El cólera azul (1932)
- Ensayos heterogéneos (1933)
- Ensayo sobre lo cursi (1934)
- Siluetas y sombras (1934)
- Peluquería feliz (1934)
- La niña alcira (1934)
- Las cosas y el ello (1934)
- La estufa de cristal (1934)
- Escaleras (1935)
- Los muertos, las muertas y otras fantasmagorías (1935)
- La acinesia y el corazón (1935)
- El Greco (1935)
- Historia de medio año (1935)
- Las palabras y lo indecible (1936)
- ¡Rebeca! (1936)
- El cólera azul (racconti) (1937)
- Retratos contemporáneos (1941)
- El turco de los nardos (1941)
- Mi tía Carolina Coronado (1942)
- Maruja Mallo (1942)
- Don Diego Velázquez (1943)
- Don Ramón María del valle-Inclán (1944)
- La emparedada de Burgos (1944)
- Doña Juana la Loca (1944)
- José Gutiérrez Solana (1944)
- Lope de Vega (1944)
- Óscar Wilde (1944)
- Nuevos retratos contemporáneos (1945)
- El hombre perdido (1947)
- Obras selectas (1947)
- Trampantojos (1947)
- Cuentos de fin de año (1947)
- Explicación de Buenos Aires (1948)
- Automoribundia (1948)
- Cartas a las golondrinas (1949)
- Las tres gracias (1949) (Edizione italiana: Le tre grazie, traduzione e nota di Lucrezia Panunzio Cipriani, Sellerio, 1988)
- Interpretación del tango (1949)
- Edgar Poe (1953)
- Quevedo (1953)
- Antología (1955)
- Cartas a mi mismo (1956)
- Caprichos (1956)
- Nostalgias de Madrid (1956)
- Obras completas, I (1956) - Obras completas, II (1957)
- Nuevas páginas de mi vida (1957)
- Mis mejores páginas (1957)
- Biografías completas (1959)
- Piso bajo (1961)
- Retratos completos (1961)
- Ramón Gómez de la Serna (1962)